# Piptolepis martiana
Piptolepis martiana là một loài thực vật có hoa trong họ Cúc. Loài này được (Gardner) Sch.Bip. miêu tả khoa học đầu tiên năm 1863.